# Jonathan Buatu
Jonathan Buatu Mananga (ur. 27 września 1993 w Liège) – angolski piłkarz grający na pozycji środkowego obrońcy. Od 2020 jest zawodnikiem klubu Sint-Truidense VV.

## Kariera klubowa
Swoją piłkarską karierę Buatu rozpoczynał w juniorach takich klubów jak: RFC Liège (1999-2001), CS Saint-Louis Athus (2001-2002), RRFC Montegnée (2002-2006), ponownie RFC Liège (2006-2008) i Standard Liège (2008-2010). 25 kwietnia 2010 zadebiutował w barwach w Standardu w pierwszej lidze belgijskiej w przegranym 0:1 wyjazdowym meczu z Royalem Charleroi. Przez trzy sezony był to jego jedyny mecz ligowy rozegrany w zespole Standardu. W 2012 roku przeszedł do KRC Genk, jednak nie wystąpił w nim ani razu. W sezonie 2012/2013 był wypożyczony do FC Brussels, w którym wystąpił raz. Z kolei w latach 2013-2015 był zawodnikiem Fulham, w którym nie rozegrał żadnego spotkania.
W 2015 roku Buatu wrócił do Belgii i został piłkarzem Waasland-Beveren. Swój debiut w nim zaliczył 26 lipca 2015 w przegranym 2:3 wyjazdowym meczu z Anderlechtem. W Waasland-Beveren grał przez trzy lata.
Latem 2018 Buatu przeszedł do Rio Ave FC. Swój debiut w Rio Ave zanotował 12 sierpnia 2018 w przegranym 0:2 wyjazdowym spotkaniu z CD Feirense.
W sierpniu 2019 Buatu został wypożyczony z Rio Ave do Royalu Excel Mouscron. Zadebiutował w nim 30 sierpnia 2019 w zremisowanym 2:2 wyjazdowym meczu z KV Mechelen. W Royalu grał przez pół roku i zaliczył dwa występy.
W styczniu 2020 Buatu wypożyczono do CD Aves, w którym swój debiut zaliczył 2 lutego 2020 w wygranym 2:1 wyjazdowym meczu z CS Marítimo. W Aves grał przez pół roku.
W sierpniu 2020 Buatu został zawodnikiem Sint-Truidense VV. Swój debiut w nim zanotował 16 sierpnia 2020 w przegranym 1:3 wyjazdowym spotkaniu z Anderlechtem.
| Sezon   | Klub                 | Kraj       | Rozgrywki       | Mecze | Gole |
| ------- | -------------------- | ---------- | --------------- | ----- | ---- |
| 2009/10 | Standard Liège       | Belgia     | Eerste klasse A | 1     | 0    |
| 2010/11 | Standard Liège       | Belgia     | Eerste klasse A | 0     | 0    |
| 2011/12 | Standard Liège       | Belgia     | Eerste klasse A | 0     | 0    |
| 2012/13 | FC Brussels          | Belgia     | Eerste klasse B | 1     | 0    |
| 2012/13 | KRC Genk             | Belgia     | Eerste klasse A | 0     | 0    |
| 2013/14 | Fulham               | Anglia     | Premier League  | 0     | 0    |
| 2014/15 | Fulham               | Anglia     | Championship    | 0     | 0    |
| 2015/16 | Waasland-Beveren     | Belgia     | Eerste klasse A | 34    | 1    |
| 2016/17 | Waasland-Beveren     | Belgia     | Eerste klasse A | 28    | 2    |
| 2017/18 | Waasland-Beveren     | Belgia     | Eerste klasse A | 14    | 0    |
| 2018/19 | Rio Ave FC           | Portugalia | Primeira Liga   | 21    | 0    |
| 2019/20 | Royal Excel Mouscron | Belgia     | Eerste klasse A | 12    | 0    |
| 2019/20 | CD Aves              | Portugalia | Primeira Liga   | 12    | 0    |
| 2020/21 | Sint-Truidense VV    | Belgia     | Eerste klasse A | 29    | 1    |

## Kariera reprezentacyjna
W swojej karierze Buatu grał w młodzieżowych reprezentacjach Belgii na szczeblach U-17, U-18 i U-19. W reprezentacji Angoli zadebiutował 10 września 2014 w przegranym 0:3 meczu kwalifikacji do Pucharu Narodów Afryki 2015 z Burkiną Faso, rozegranym w Luandzie, gdy w 58. minucie zmienił Alexandra Christovão. W 2019 roku został powołany do kadry Angoli na Puchar Narodów Afryki 2019. Nie wystąpił jednak na nim w żadnym ze spotkań.